# Quadrigato
(Livio, Ab Urbe condita libri, XXII, 58)
Il quadrigato era una moneta di media misura prodotta dalla Repubblica romana durante il III secolo a.C. Il dritto presentava una testa giovanile gianiforme ed il rovescio Giove ed accanto una Vittoria che guida la quadriga che dà il nome alla moneta, con l'inscrizione "Roma" in basso.
La moneta pesava circa 6,8 grammi (6 scrupoli), pari cioè ad una didracma. La moneta fu emessa dal 241 - 235 a.C. fino a poco prima l'introduzione del denario (211 a.C.). 
Monete d'oro di stile simile furono emesse in questo periodo (stateri e mezzi stateri) che presentavano al dritto lo stesso tipo del quadrigato ed al rovescio il tipo con due soldati che eseguono un giuramento sopra un terzo soldato che tiene un maiale, con inscrizione "ROMA" in basso. 
Si ritiene che la scelta di Giano per queste monete coincida con la chiusura delle porte del tempio di Giano, il che indicava l'assenza dello stato di guerra, un'occasione rara.
Il vittoriato fu una moneta successiva dello stesso metallo e stile che valeva la metà del quadrigato (3 scrupoli).